# Magyar SEAT León Kupa
A Magyar SEAT León Kupa egy autóverseny-sorozat, amely 2007-től 2010-ig minden évben megrendezésre került. A SEAT az első Leon Cupból nagyon sikeres márkakupa sorozatot hozott létre, amely Európa több országában sikeresen építette a Seat nimbuszát. Ezek közül a legismertebb a DTM betétfutamaként megrendezett márkakupa, amelyet már évek óta nagy ismertség övez. A régi Leon Supercopa már a hazai pályákon is látható volt, ugyanis a hazai Seat importőr 2003-tól támogatta Zengő Zoltánt, aki három év versenyzés után 2005-ben már a gyorsasági szakág vezetőjeként dolgozott azon, hogy itthon is létrejöjjön egy ilyen sorozat. 2006-ban már a legfrissebb Supercopát is megismerhette a magyar közönség, Zengő Zoltán indult vele a Material Kupa zóna-küzdelmeiben, majd az évad utolsó versenyén Wéber Gábor riogatta az ellenfeleket.

## Története
Magyarországon már hagyománynak mondható a különböző márkakupák rendezése, mint Opel Astra, Renault Clio vagy a Suzuki Swift Kupa. Nagy-Britannia, Németország, Spanyolország és Törökország után Magyarország volt az ötödik (és a régióban az első), amely otthont adott egy ilyen rangos versenysorozatnak. Az első Magyar SEAT León Kupa futam 2007-ben rajtolt a Hungaroringen. Nem sok pilótának volt lehetősége ilyen drága technikával versenyezni, ezt mutatja, hogy az első futamon mindössze 15-en álltak rajthoz.

## Az autóról
A kétliteres TFSI motor dolgozik benne. A TFSI azt jelenti, hogy turbófeltöltéses és közvetlen befecskendezéses benzines, ami gyárilag a Leon Cuprában 240 LE-t tud, itt azonban már 300 lóerős. A nyomaték , már 2100-as fordulatszámtól él a 340 Nm-es érték, amelyet egészen 5000-ig kitart. Ehhez a motorhoz egy, csak a kormányról kapcsolható DSG váltót párosítottak. A DSG hatsebességes, az utcainál rövidebb váltási időkkel, sport-automata fokozattal.
Az autó vezetése azzal kezdődik, hogy valahogy be kell mászni a B-oszlop mögé. A pedálokból csak kettő van, hiszen a DSG miatt nincs kuplung. Ezért aztán az egész úgy lett kialakítva, hogy alapvetően bal lábbal kelljen fékezni, ez azonban a szervo nélküli fékkel nem egyszerű. A volán állítható magasságú és tengelyirányban is mozog, ezért tökéletes vezetési pozíciót könnyű felvenni. A műszerezettség mindössze egy MOTEC kijelzőre redukálódott, azonban erről az autó összes paramétere elérhető. A műszer tetején található egy ledsor ami segít az ideális váltásban.

## Bajnokok
|      | Pilóta            | Csapat                   |
| ---- | ----------------- | ------------------------ |
| 2007 | Kiss Norbert      | IMC Motorsport Egyesület |
| 2008 | Kiss Norbert      | IMC Motorsport Egyesület |
| 2009 | Michelisz Norbert | Zengő Motorsport Kft.    |
| 2010 | Kazár Miklós      | Zengő Motorsport Kft.    |

## Lásd még
- 2007-es Magyar SEAT León Kupa
- Magyar Suzuki Swift Kupa

## Külső hivatkozások
- Márkakupa.hu
- Magyar Nemzeti Autósport Szövetség hivatalos honlapja
- Seat.hu